# الضالع (حفاش)

تعديل مصدري - تعديل

الضالع هي إحدى قرى عزلة الملاحنة بمديرية حفاش التابعة لمحافظة المحويت، بلغ تعداد سكانها 409 نسمة حسب تعداد اليمن لعام 2004.